# Monarchie finlandaise
Pour un article plus général, voir Histoire de la Finlande.
 (avril 2014).
Si vous disposez d'ouvrages ou d'articles de référence ou si vous connaissez des sites web de qualité traitant du thème abordé ici, merci de compléter l'article en donnant les références utiles à sa vérifiabilité et en les liant à la section « Notes et références ».
La nation finlandaise n'a jamais été une monarchie souveraine et indépendante. Toutefois, à deux reprises, mais sans succès, la monarchie aurait pu s'installer à la tête d'un État-nation.

## Prémices de la monarchie finlandaise
Rien ne reste des rois antiques de Finlande des temps préhistoriques ou protohistoriques. Ces rois-là étaient sans doute plutôt des seigneurs, régnant sur une partie du territoire, mais pas sur la Finlande ou les Finnois.
La Finlande, pendant le Moyen Âge, faisait partie d'états monarchiques, en tant que subdivision d'une monarchie basée hors son territoire. Après la conquête suédoise au XIIIe siècle, la Finlande devient une partie du royaume de Suède pour environ 550 ans. Elle en constitue un duché, avec un bref épisode de structures féodales au XVIe siècle. Son élévation au titre de grand-duché de Finlande en 1581 ne change rien par rapport à son éventuelle indépendance.
Le roi Charles IX de Suède utilise brièvement le titre de « Roi des Finnois » (Finnars […] Konung) comme élément de sa titulature officielle entre 1607 et 1611. De nouveau, ce changement de titre n'apporte aucune évolution quant au statut de la Finlande ou à celui des Finnois.

## 1742: première tentative avec le soutien russe
En 1742, lors à l'occupation russe de la Finlande lors de la guerre russo-suédoise de 1741-1743 et à la suite de vagues promesses de création d'un État indépendant, les quatre ordres finlandais se réunissent à Turku. Ils décident de demander à l'impératrice Élisabeth de Russie si le duc Pierre de Holstein-Gottorp, petit-neveu du dernier roi Charles XII de Suède, pouvait être proclamé roi de Finlande. Toutefois, la situation politique et militaire rend rapidement caduque l'idée d'indépendance finlandaise, et elle s'évanouit alors.

## 1809: le grand-duché de Finlande
Après la prise de possession de la Finlande par la Russie au détriment de la Suède lors de la guerre de Finlande, en 1809, la Finlande conserve intacte la constitution suédoise de 1772 et devient ainsi une région autonome de l'Empire russe, portant le titre officiel de « Grande-principauté de Finlande » (le nom retenu finalement par l'Histoire est celui de « Grand-duché de Finlande »). L'empereur russe acquiert les pouvoirs préalablement dévolus au roi de Suède en tant que grand-prince de Finlande, en utilisant intelligemment la constitution autocratique suédoise dans son remaniement de 1789. En outre, le premier grand-prince, Alexandre Ier de Russie, est le petit-fils du duc Pierre de Holstein-Gottorp, lequel avait régné six mois en 1762 sous le nom de règne de Pierre III de Russie.

## 1918: deuxième tentative avec le soutien allemand
En décembre 1917, la Finlande déclare son indépendance de la Russie, en réaction à la révolution d'Octobre qui renverse la République russe. Les troubles qui agitent alors la Finlande se traduisent bientôt par une véritable guerre civile, qui sera gagnée par le parti blanc (i.e. les forces non socialistes). Pendant ce conflit, le parti blanc est soutenu par l'Empire allemand, qui envoie des émissaires militaires et forme certains gardes blancs. Afin de renforcer l'alliance qui lie désormais son pays et l'Allemagne, l'Eduskunta, épuré dès lors de ses membres socialistes - comme il l'avait été précédemment de ses membres républicains, élit le prince Frédéric-Charles de Hesse-Cassel comme nouveau roi de Finlande, sous le nom de Charles Ier. Toutefois, avant même que Frédéric-Charles n'ait le temps d'arriver en Finlande, la chute des empires centraux le fait renoncer à son trône, vraisemblablement par crainte de la position intenable qu'aurait un roi d'origine allemande face aux Alliés victorieux. Après de nouvelles élections nationales, l'Eduskunta, comportant désormais des représentants de toutes les tendances de la nation, adopte finalement la constitution républicaine en juillet 1919. Celle-ci est toujours en vigueur à ce jour, après des aménagements majeurs en 1999.

## La monarchie finlandaise aujourd'hui
À ce jour, il n'existe pas de mouvement monarchiste reconnu en Finlande, ni de prétendant aux titres passés ou pressenti de duc, grand-duc ou roi de Finlande.
Il existe toutefois un prétendant potentiel. Quoiqu'il ait considéré cette prétention comme ridicule et s'étant défendu de toute aspiration au trône finlandais, le prince Philippe de Hesse-Cassel (mort en 1980) était l'héritier du trône. Toutefois, selon certains documents familiaux, le successeur de Frédéric-Charles au trône de Finlande aurait plutôt été son deuxième fils lui survivant, le prince Wolfgang de Hesse-Cassel (1896–1989), principalement du fait que celui-ci aurait été du voyage en 1918, où son mariage avec une dame finlandaise était déjà en cours de préparation afin de le faire devenir prince héritier. Philippe, son jumeau, se trouvait quant à lui au combat et ne pouvait alors pas être contacté. Mais la conclusion d'un mariage morganatique par Wolfgang de Hesse-Cassel remit en question ce lignage[réf. nécessaire].
Quoi qu'il en soit, le prétendant actuel au trône de Finlande est donc aujourd'hui le petit-fils de Philippe de Hesse-Cassel, à savoir le fils de Moritz de Hesse-Darmstadt, Heinrich Donatus de Hesse (né en 1966)[réf. nécessaire] qui épouse en 2003 la comtesse Floria de Faber-Castell. Ils ont trois enfants, Moritz (2007), Paulina (2007) et August (2012).
La maison portant la prétention potentielle au trône de Finlande est la maison de Hesse-Cassel, par le porteur du titre de landgrave de Hesse-Cassel. À la suite de l'extinction de la branche cadette des Hesse-Darmstadt en 1968 (l'union de Ludwig de Hesse-Darmstadt étant restée stérile), jusqu'alors porteuse de la lignée des grands-ducs de Hesse, le lignage prétendant au trône de Finlande fut dès lors celui des grands-ducs de Hesse.

## Sépultures royales
La seule personne royale enterrée en Finlande se trouve être la femme du roi Éric XIV de Suède, Karin Månsdotter (roturière), enterrée en la cathédrale de Turku.